# プロパニル
プロパニル（英: Propanil）は酸アミド系有機化合物の一種。除草剤として使用される。

## 用途
アメリカのロームアンドハース社 (Rohm and Haas) が開発した薬剤で、日本では1961年4月18日に農薬登録を受けた。水田やジャガイモ畑、桑畑、芝畑においてメヒシバ、ノビエ、ハコベなどに対する接触型除草剤として使用される。単剤の商品名は「DCPA」や「スタム」、カルバリルとの複合剤は「クサダウン」や「クサノンA」、ベンチオカルブとの複合剤は「サタニール」。

## 安全性
半数致死量（LD50）はラットへの経口投与で840mg/kg、ラットへの経皮投与で5,000mg/kg。目に対する刺激性がある。摂取するとメトヘモグロビン血症を引き起こし、チアノーゼなどの症状が生じるほか中枢神経障害により錯乱や嘔吐、眼球突出などの症状を呈する。不純物として含まれるテトラクロロアゾベンゼンにより、クロロアクネ（塩素痤瘡）を引き起こすことがある。一日摂取許容量（ADI）は0.017mg/kg/day。カルバリルとの相乗効果で毒性が増し、1994年から1998年までの5年間のプロパニルによる死亡事例は単剤で2人、カルバリルとの複合剤で45人。不燃性だが加熱により分解し、塩化水素や窒素酸化物を含む有毒ガスを生じる。PRTR法による第一種指定化学物質に指定されており、ミジンコでの48時間半数致死濃度（LC50）は6.7mg/L。